# Kevin Foley
Kevin Patrick Foley (ur. 1 listopada 1984 w Luton) – irlandzki piłkarz występujący na pozycji obrońcy. Obecnie jest zawodnikiem Wolverhampton Wanderers.

## Kariera klubowa
Foley urodził się w Luton, a karierę rozpoczynał w tamtejszym Luton Town. Początkowo grał w jego juniorach, a do pierwszej drużyny występującej w Football League Second Division został włączony w sezonie 2002/2003. W lidze zadebiutował 19 kwietnia 2003 w zremisowanym 2:2 meczu z Bristol City. W debiutanckim sezonie wystąpił w dwóch ligowych spotkaniach. Od początku następnego sezonu stał się podstawowym graczem Lutonu. 12 sierpnia 2003 w wygranym 4:1 meczu Pucharu Anglii z Yeovil Town Foley strzelił pierwszego gola w zawodowej karierze. W sezonie 2004/2005 zajął z klubem 1. miejsce w lidze i awansował z nim do Football League Championship. Tam grał przez kolejne dwa sezony, a potem jego klub spadł do Football League One. Wówczas Foley odszedł z klubu.
14 sierpnia 2007 podpisał 3-letni kontrakt z Wolverhampton Wanderers. W jego barwach zadebiutował 15 sierpnia 2007 w wygranym 2:1 pojedynku rozegranym w ramach Pucharu Anglii z Bradford City. Od czasu debiutu w Wolverhampton, Foley jest jego podstawowym graczem. W sezonie 2008/2009 wygrał z klubem rozgrywki Football League Championship i awansował z nim do Premier League. Również w tamtym sezonie został wybrany Piłkarzem Sezonu Wolverhampton.

## Kariera reprezentacyjna
Foley rozegrał 8 spotkań i zdobył jedną bramkę w reprezentacji Irlandii U-21. W 2006 roku wystąpił w jednym meczu kadry B. W kadrze seniorskiej zadebiutował 29 maja 2009 w zremisowanym 1:1 towarzyskim meczu z Nigerią.